# Dead Man's Party
Dead Man's Party è il quinto album in studio del gruppo musicale statunitense Oingo Boingo, pubblicato nel 1985.

## Tracce
Testi e musiche di Danny Elfman.
1. Just Another Day – 5:14
2. Dead Man's Party – 6:23
3. Heard Somebody Cry – 4:39
4. No One Lives Forever – 4:16
5. Stay – 3:39
6. Fool's Paradise – 4:36
7. Help Me – 3:47
8. Same Man I Was Before – 3:26
9. Weird Science – 6:10

## Formazione
- Danny Elfman – voce, chitarra
- Steve Bartek – chitarra
- John Avila – basso, keytar, voce
- Mike Bacich – tastiera
- Johnny "Vatos" Hernandez – batteria, percussioni
- Sam Phipps – sassofono tenore
- Leon Schneiderman – sassofono baritono, sassofono alto
- Dale Turner – tromba, trombone